# Mary Mendum
Mary Mendum (nacida Caroline Mary Bates) (1945 - 13 de febrero de 2004) fue una botánica tropical, biogeógrafa, curadora, ilustradora botánica, y exploradora británica.

## Biografía
Trabajó con la flora de Indonesia, y fue especialista en la taxonomía de la familia Gesneriaceae, con énfasis en el género Aeschynanthus, que en la región posee más de 800 especies.
Participó en extensas expediciones botánicas, como la de 1998, esponsoreada por el Real Jardín Botánico de Edimburgo (sigla E). Publicó sus nuevas identificaciones de especies en Edinburgh Journal of Botany.
Desarrolló actividades científicas en la Sección de Biología Tropical, en el Jardín Botánico de Edimburgo, y sus investigaciones se centraron en la isla de Sulawesi, Indonesia; y en las islas de Filipinas, conformando un grupo taxonómico con sus colegas Hannah J. Atkins, Mark Fleming Newman, R. Hendrian, y A. Sofyan realizando entre otros, estudios biogeográficos sobre las afinidades de la flora de esa isla, en el corazón del sudeste de Asia, crucial para comprender la biogeografía de la región y la evolución de muchos grupos de plantas de Asia tropical. Además, como artista ilustradora botánica, realizó dibujos y acuarelas para ilustrar libros y artículos de investigación por sus colegas, entre ellos muchos rododendros y placas para la Flora de Bhután, firmando su obra artística como "Mary Bates".

## Algunas publicaciones
- mary Mendum, s.m. Scott, l.e.r. Galloway. 2006. The Gesneriaceae of Sulawesi IV: Two new species of Aeschynanthus. Edinburgh J. Bot. 63: 67–72

- -----------------. 2003. THE GESNERIACEAE OF SULAWESI III: THREE NEW SPECIES OF AESCHYNANTHUS. Edinburgh Journal of Botany: 323-330. doi:10.1017/S0960428603000271

- -----------------, p. Lassnig, a. Weber, f. Christie. 2001. Testa and seed appendage morphology in Aeschynanthus (Gesneriaceae): phytogeographical patterns and taxonomic implications. Bot. J. Linn. Soc. 135: 195–213

- j. Denduangboripant, mary Mendum, q.c.b. Cronk. 2001. Evolution in Aeschynanthus (Gesneriaceae) inferred from ITS sequences. Pl. Syst. Evol. 228: 181–197

## Honores

### Eponimia
- (Ericaceae) Rhododendron mendumiae Argent[13][11]

- (Gesneriaceae) Aeschynanthus mendumae D.J.Middleton[14]

- (Orchidaceae) Octarrhena mendumiana Schuit. & de Vogel[15]

- La abreviatura «Mendum» se emplea para indicar a Mary Mendum como autoridad en la descripción y clasificación científica de los vegetales.[16]

- Portal:Botánica. Contenido relacionado con Botánica.
- Portal:Biología. Contenido relacionado con Taxonomía.